# اکوادور در المپیک تابستانی ۲۰۲۴
کاروان المپیکی اکوادور، یکی از کاروان‌های شرکت‌کننده در بازی‌های المپیک تابستانی ۲۰۲۴ بود. این سری از بازی‌ها از ۲۶ ژوئیه تا ۱۱ اوت ۲۰۲۴ (۵ تا ۲۱ امرداد ۱۴۰۳ خورشیدی) به میزبانی پاریس، پایتخت فرانسه برگزار شد.  این حضور، شانزدهمین حضور رسمی کاروان المپیکی اکوادور در بازی‌های المپیک تابستانی بود. آنها در پایان، توانستند با کسب ۱ مدال طلا، ۲ نقره و ۲ برنز از دید شمارش مدال‌ها، باارزش‌ترین دوره‌ی خود را تجربه کنند و در جایگاه چهل و نهم رده‌بندی نهایی این دوره از المپیک قرار گرفتند.

## مدال‌آوران
| مدال | ورزشکار                     | ورزش        | ماده                         | تاریخ  |
| ---- | --------------------------- | ----------- | ---------------------------- | ------ |
| طلا  | برایان پینتادو              | دو و میدانی | پیاده‌روی ۲۰ کیلومتر مردان    | ۱ اوت  |
| نقره | برایان پینتادو گلندا مورخون | دو و میدانی | پیاده‌روی ماراتن امدادی مختلط | ۷ اوت  |
| نقره | لوسیا یپز                   | کشتی        | ۵۳ کیلوگرم آزاد زنان         | ۸ اوت  |
| برنز | آنگی پالاسیوس               | وزنه‌برداری  | ۷۱ کیلوگرم زنان              | ۹ اوت  |
| برنز | نیسی دایومس                 | وزنه‌برداری  | ۸۱ کیلوگرم زنان              | ۱۰ اوت |

## شرکت‌کنندگان
ورزشکاران اکوادور در ورزش‌های زیر در این دوره از المپیک شرکت کردند.
| ورزش         | مردان | زنان | کل |
| ------------ | ----- | ---- | -- |
| دو و میدانی  | ۴     | ۱۱   | ۱۵ |
| بوکس         | ۲     | ۱    | ۳  |
| دوچرخه‌سواری  | ۲     | ۰    | ۲  |
| سوارکاری     | ۳     | ۰    | ۳  |
| جودو         | ۰     | ۱    | ۱  |
| پنج‌گانه مدرن | ۱     | ۱    | ۲  |
| تیراندازی    | ۰     | ۲    | ۲  |
| شنا          | ۲     | ۱    | ۳  |
| تنیس روی میز | ۱     | ۰    | ۱  |
| سه‌گانه       | ۰     | ۱    | ۱  |
| وزنه‌برداری   | ۰     | ۳    | ۳  |
| کشتی         | ۱     | ۳    | ۴  |
| کل           | ۱۶    | ۲۴   | ۴۰ |